# کریستوفر هنستین
 کریستوفر هنستین (انگلیسی: Christopher Hansteen؛ زاده ۲۶ نوامبر ۱۷۸۴ درگذشته ۱۱ آوریل ۱۸۷۳) یک دانشمند در زمینه اخترشناسی، ریاضیات، مغناطیس، و مکانیک اهل نروژ بود.
او را بیشتر به دلیل نقشه برداری از میدان مغناطیسی زمین  میشناسند.